# Carlo Gavazzi Holding
Carlo Gavazzi Holding AG er en international virksomhed med hovedkontor i den schweiziske by Steinhausen. Virksomheden er specialiseret i automationsteknologi, og har mere end 1000 medarbejdere og en omsætning på 1 milliard DKK i 2009. Virksomheden blev grundlagt i Milano i 1931, men flyttede i 1970'erne til Schweiz, hvor den blev noteret på den schweiziske børs SIX Swiss Exchange i 1984.

## International
Tekst mangler, hjælp os med at skrive teksten

### Danmark (Carlo Gavazzi Handel A/S)
Tekst mangler, hjælp os med at skrive teksten